# Piper PA-24 Comanche
O Piper PA-24 Comanche é uma aeronave monomotor, de asa baixa, de quatro a seis lugares de produção americana, equipada com trem de pouso triciclo e retrátil, produzida pela Piper Aircraft de 1957 a 1972. O Comanche teve seu primeiro vôo em 24 de maio de 1956. Junto do PA-30 e PA-39 Twin Comanches, foi a base da linha de modelos da Piper até 1972, quando a linha de produção foi destruída em uma enchente em Lock Haven.

## Especificações (PA-24-260C)
Dados de: Jane's All The World's Aircraft 1971-1972 
Descrições gerais
- Tripulação: 1 piloto
- Capacidade: 3 a 5 passageiros
- Comprimento: 7,62 m (25 ft)
- Envergadura: 10,97 m (36 ft)
- Altura: 2,29 m (7,5 ft)
- Área alar: 16,5 m² (178 ft²)
- Peso vazio: 804 kg (1 770 lb)
- Peso de decolagem: 1 451 kg (3 200 lb)
- Capacidade de combustível: 230 l (60,8 US-gal) , mais 110L em tanques auxiliares

Motorização
- Número de motores: 1x
- Tipo do motor: Lycoming IO-540, seis cilindros opostos, refrigerado a ar, de 260 hp (194 kW)
- Descrição do propulsor/hélice: Hélice bipá metálica Hartzell HC82XK1D, de passo constante

Performance
- Velocidade máxima: 314 km/h (195 mph)
- Velocidade de cruzeiro (km/h): 298 km/h (185 mph)
- Alcance: 1 971 km (1 220 mi)
- Razão de subida: 6.7 m/s
- Tecto de serviço: 5 900 m (19 400 ft)
- Pista máx. decolagem (MTOW): 430 m (1 410 ft)
- Distância para aterrissagem: 370 m (1 210 ft)

## Bibilografia
- Peperell, Roger W; Smith, Colin M. (1987). Piper Aircraft and their forerunners. Tonbridge, Kent, Inglaterra: Air-Britain. ISBN 0-85130-149-5.
- Taylor, John W.R. (1971). Jane's All The World's Aircraft 1971-72. Londres: Sampson Low. ISBN 0-354-00094-2.